# Sequência Alu
Uma Sequência Alu é uma porção curta de DNA, originalmente caracterizada pela acção da endonuclease de restrição Alu. Sequências Alu de diferentes tipos ocorrem em grandes quantidades nos genomas de primatas. Aliás, sequências Alu são o elemento móvel mais abundante no genoma humano. Elas são derivadas do 7SL RNA, um componente da signal recognition particle. O evento, quando uma cópia de 7SL RNA se tornou um precursor da sequência Alu, teve lugar no genoma do ancestral dos Supraprimatas.